# Davide Crippa
Davide Crippa (Novara, 11 aprile 1979) è un politico italiano.
Dal 13 giugno 2018 al 5 settembre 2019 è stato sottosegretario di Stato al Ministero dello sviluppo economico nel governo Conte I.

## Biografia
Nato l'11 aprile 1979 a Novara, ma vive a Oleggio (NO); si è laureato in ingegneria civile e ambientale al Politecnico di Torino, è un libero professionista.

### Attività politica

#### Deputato e sottosegretario
Alle elezioni politiche del 2013 viene candidato alla Camera dei deputati, tra le liste del Movimento 5 Stelle (M5S) nella circoscrizione Piemonte 2 in seconda posizione, venendo eletto deputato. Nella XVII legislatura della Repubblica è stato vicepresidente della 10ª Commissione Attività produttive, commercio e turismo e capogruppo del M5S nella Giunta delle elezioni, oltre a ricoprire nel gruppo parlamentare del Movimento 5 Stelle gli incarichi di delegato d'aula, vice-capogruppo e vice-capogruppo vicario - portavoce del gruppo parlamentare del Movimento 5 Stelle alla Camera.
Alle elezioni politiche del 2018 venne rieletto deputato a Montecitorio nel collegio plurinominale Piemonte - 02.
In seguito alla nascita del governo Conte I tra la Lega e il Movimento 5 Stelle, il 13 giugno 2018 è stato nominato sottosegretario di Stato al Ministero dello sviluppo economico dal Consiglio dei ministri, carica che ha mantenuto fino alla fine del governo Conte I il 5 settembre 2019.
Dal 12 dicembre 2019 è capogruppo del Movimento 5 Stelle alla Camera, dopo aver perso nel collegio uninominale Piemonte 2 - 02 (Novara), ottenendo il 25,08% contro il 45,87% del candidato del centrodestra Alberto Luigi Gusmeroli. Lascia questo incarico il 26 luglio 2022, in polemica con la gestione del partito da parte di Giuseppe Conte, dichiarandosi contrario alla decisione del Movimento di non votare la fiducia richiesta al Senato il 20 luglio dello stesso anno dal governo Draghi, scelta che ha portato alle dimissioni di quest'ultimo.
Il 30 luglio lascia ufficialmente il Movimento 5 Stelle.
Il 1º agosto, insieme al Ministro per i Rapporti con il Parlamento Federico D'Incà, dà vita ad Ambiente 2050, un nuovo soggetto politico di ispirazione dichiaratamente progressista e ambientalista, che non intende presentare proprie liste in vista delle elezioni. Aderiscono anche i deputati Maurizio Cattoi e Alessandra Carbonaro, entrambi ex pentastellati.
Alle elezioni politiche anticipate del 2022 viene candidato al Senato della Repubblica nel collegio uninominale Campania - 05 (Giugliano in Campania), come indipendente sostenuto dalla coalizione di centro-sinistra in quota Impegno Civico, arrivando terzo dietro Maria Domenica Castellone del Movimento 5 Stelle (44,85%) ed Elena Scarlato del centro-destra (29,26%), non viene quindi eletto.